# Quand la femme est Roi

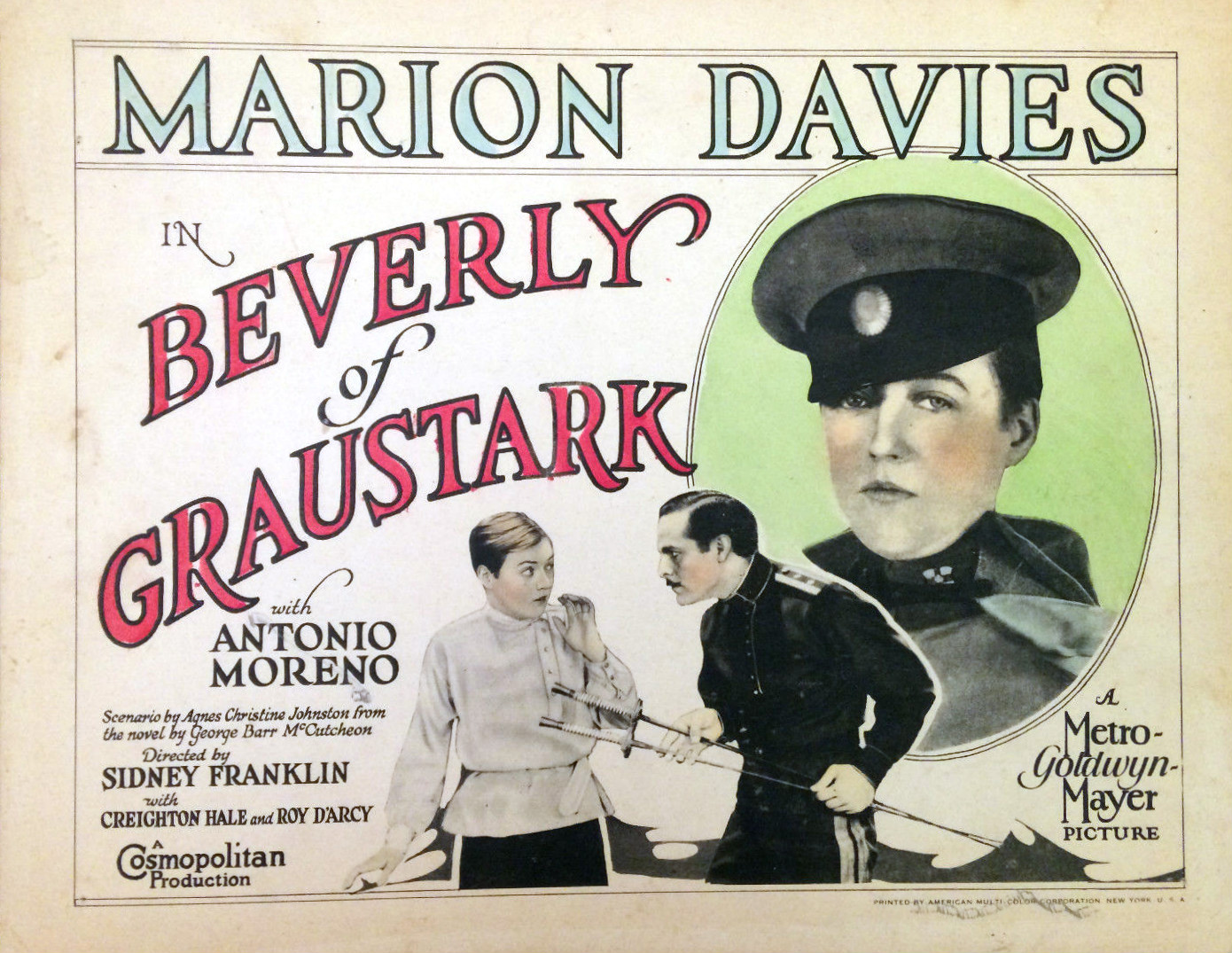
Carte promotionnelle du film

Quand la femme est roi (Beverly of Graustark) est un film américain réalisé par Sidney Franklin et sorti en 1926.
L'actrice Marion Davies y joue différents personnages.

## Synopsis
Beverly Calhoun, qui se fait passer pour son cousin Oscar, prince de Graustark, une petite monarchie européenne.

## Fiche technique
- Titre original : Beverly of Graustark
- Réalisation : Sidney Franklin
- Scénario : Agnes Christine Johnston d'après le roman Beverly of Graustark de George Barr McCutcheon
- Production : Cosmopolitan Productions
- Distribution : Metro-Goldwyn-Mayer
- Photographie : Percy Hilburn
- Montage : Frank E. Hull
- Durée : 70 minutes (7 bobines)[2]
- Dates de sortie: 
  - États-Unis : 19 avril 1926

## Distribution

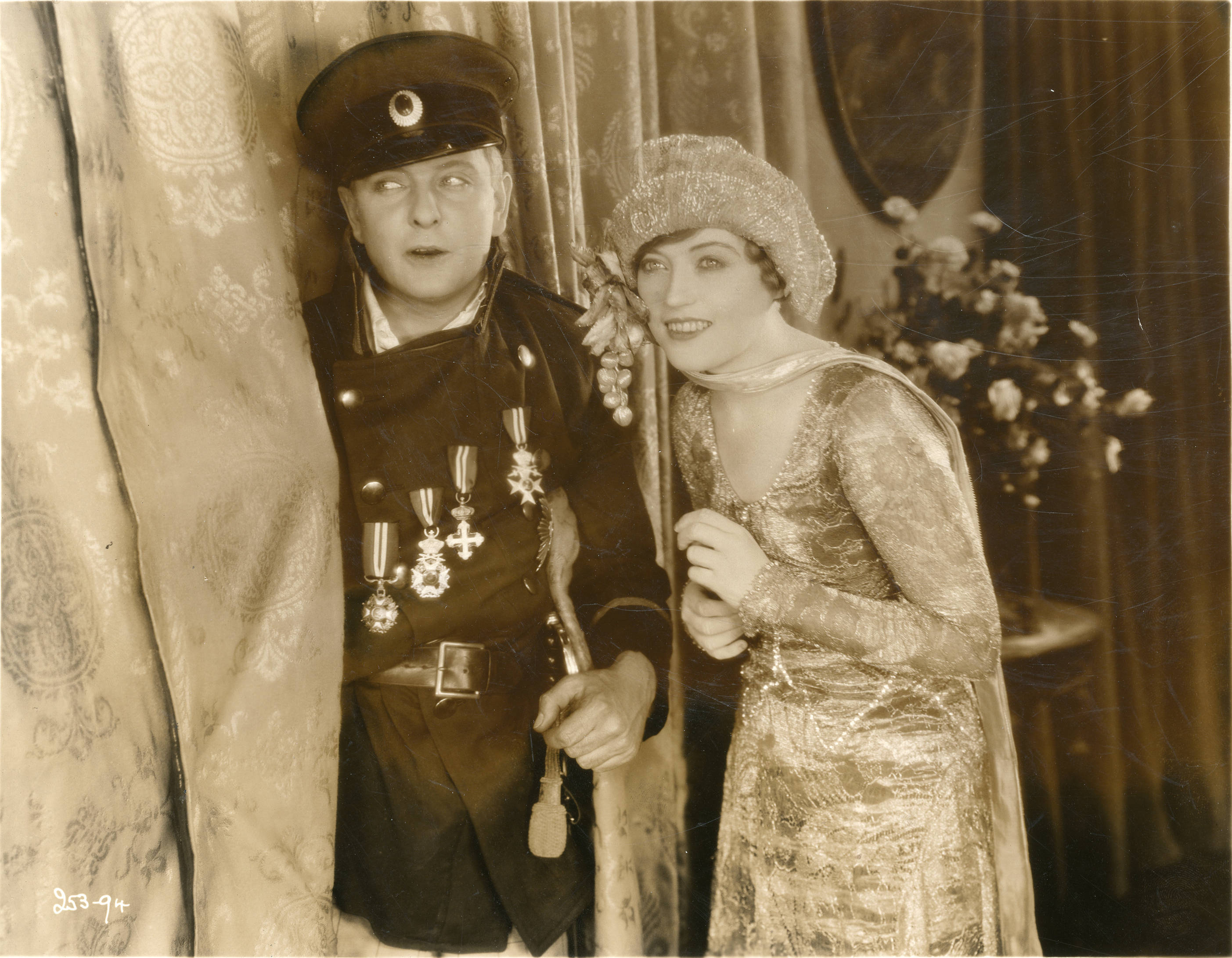
Creighton Hale et Marion Davies dans une scène du film.

- Marion Davies : Beverly Calhoun
- Antonio Moreno : Dantan
- Creighton Hale : Prince Oscar
- Roy D'Arcy : General Marlanax
- Albert Gran : Duke Travina
- Paulette Duval : Carlotta
- Max Barwyn : Saranoff
- Charles Clary : Mr. Calhoun